# NGC 121
NGC 121 este un roi globular situat în constelația Tucanul și în galaxia Micul Nor al lui Magellan. A fost descoperit în 20 septembrie 1835 de către John Herschel.